# Двуреченский, Никита Кириллович
Ники́та Кири́ллович Двуре́ченский (род. 30 июля 1991, Липецк) — российский хоккеист, левый нападающий.

## Биография
Родился в Липецке. В хоккейную школу клуба «Липецк» его записал отец, Кирилл Двуреченский, хоккеист и тренер. Первый тренером был Халим Мингалеев.
Затем перешёл в московское «Динамо». Играл в Континентальной хоккейной лиге до лета 2011 года, после чего в течение двух лет выступал за «Витязь». Сезон 2013/14 начинал в «Сибири», в ноябре 2013 года был обменян в нижегородское «Торпедо», в котором играл да конца сезона 2015/16. В 2016 году играл за «Нефтехимик», перейдя по ходу сезона в «Югру». Сезон 2016/17 начинал в команде Высшей хоккейной лиги «Дизель», но в 2016 году вернулся в «Витязь». Вместе с его фарм-клубом в ВХЛ «Динамо» (Санкт-Петербург) стал обладателем главного трофея лиги — Кубка Петрова.
В 2017 году был дисквалифицирован, так как в возрасте 16 лет играл за 14-летних.
В сезоне 2018/19 играл за «Дуклу» (Михаловце) из первой лиги чемпионата Словакии, став по итогам плей-офф победителем турнира. В сезоне 2019/20 играл за команды Белорусской экстралиги «Шахтёр» (Солигорск) и «Неман», перейдя в конце января 2020 года в «Нефтяник».
В составе юниорской сборной России принимал участие за чемпионате мира 2009, по итогам которого вместе с командой завоевал серебряные медали. В 2010 году вошёл в окончательный состав сборной на молодёжный чемпионат мира 2011, проводимый в Буффало. Стал автором одной из заброшенных шайб в финале турнира, который завершился победой российской команды. В сезоне 2011/12 принимал участие в контрольных матчах за национальную и вторую сборные России. Мастер спорта России (2011).

## Семья
По состоянию на июль 2023 года — жена Лариса, сыновья Марк (род. в мае 2020), Мирон (род. в июне 2023).Женат на Лилии Каданцевой 1979года рождения

## Статистика
| Легенда | Легенда                    | Легенда | Легенда                   | Легенда | Легенда    |
| ------- | -------------------------- | ------- | ------------------------- | ------- | ---------- |
| И       | Количество проведённых игр | Штр     | Штрафное время            | +/−     | Плюс-минус |
| Г       | Голы                       | П       | Голевые передачи          | О       | Очки       |
| -       | Статистика неизвестна      | —       | Статистика не учитывалась |         |            |

### Клубная
- a В «Плей-офф» учитывается статистика игрока в Кубке Надежды.
- b В «Плей-офф» учитывается статистика игрока совместно с квалификационным турниром.

## Достижения
| Год           | Команда                 | Достижение                                   | Достижение |
| ------------- | ----------------------- | -------------------------------------------- | ---------- |
| Клубные       |                         |                                              |            |
| 2018          | Динамо Санкт-Петерубург | Обладатель Кубка Петрова                     |            |
| 2019          | Дукла Михаловце         | Победитель Первой лиги чемпионата Словакии   |            |
| Международные |                         |                                              |            |
| 2009          | Россия (юниор.)         | Серебряный призёр юниорского чемпионата мира |            |
| 2011          | Россия (мол.)           | Победитель молодёжного чемпионата мира       |            |

| Год  | Достижение           | Достижение | Достижение |
| ---- | -------------------- | ---------- | ---------- |
| 2011 | Мастер спорта России | [ 4 ]      |            |

- По данным Eliteprospects.com.